# Салаш у Малом Риту (ТВ серија)
Салаш у Малом Риту је југословенска телевизијска серија, снимана у продукцији Телевизији Београд 1975. године. Премијерно је емитована од 29. фебруара до 23. маја 1976. године. Серија прати авантуре дечака Милана Маљевића (Славко Штимац) за време Другог светског рата. Сценарио је написао Бранко Бауер по истоименој књизи Арсена Диклића. Серија је настала од истоименог филма из 1976. године а од делова серије монтиран је филм Зимовање у Јакобсфелду.

## Радња
Радња серије се дешава у измишљеном банатском селу Мали Рит током Другог светског рата. Мали Рит је наизглед мирно банатско село, чији становници не пружају отпор немачкој окупацији. Заправо, партизани се уздржавају од напада на село, које користе као тајну базу, да не би привукли пажњу Немаца.
Ипак, идилу током окупације, коју са времена на време квари наредник Риђи, нарушава догађај у суседном селу, када су партизани запалили жито намењено Немачкој. Маншафтовци спроводе таоце из суседног села кроз Мали Рит. Васа, најбољи друг и комшија Милана Маљевића, огорчен што нико не пружа било какав отпор Немцима, даје воду таоцима, због чега добија батине од Риђег. Да би се осветио за батине и понижење, Васа је одлучио да запали жито намењено слању у Немачку, надајући се да ће војници који су га тукли бити кажњени.
Пожар је довео у село лукавог и немилосрдног инспектора Шицера, који одмах постаје сумњиво да пре овог инцидента у селу није било никаквих антиокупаторских акција. Шицер открива мрежу партизанских илегалаца у селу, коју између осталих чине крчмар Паја, сеоски брица и Васин отац. Убеђен да је загребао испод површине, Шицер одлучује да узме таоце (између осталих Милановог брата Петра и Васиног оца), претећи да ће сваког дана стрељати по једног таоца, док не добије одговор који тражи. Плашећи се за живот свог сина и осталих сељана, Миланова мајка доводи партизане у село који савладавају немачки гарнизон и ослобађају таоце. Милан и Петар одлазе са партизанима.
У другој целини серије, Милан је међу партизанима, који се спремају да пређу Дунав како би презимили. Не желећи да са собом поведу Милана и изложе опасности, партизански командир шаље Милана и бунтовног тинејџера Рашу са „специјалним“ задатком да презиме код своје куће. На путу се Раша разболи, а Милан одлази у суседно фолксдојчерско село Јакобсфелд. Ту налази посао као слуга угледног домаћина Јакоба Јериха. Милан преко ноћи одлази у колибу где је сакрио Рашу, доносећи му храну, а касније га крије у штали Јакоба Јериха. Јерих постепено завољева Милана, и планира да га усвоји, под условом да заборави на своје порекло. У међувремену, Шлог, партизански илегалац из града сазнаје да се у Јакобсфелду налази одбегли Раша, и одлучује да га избави на своју руку.

## Продукција
Серија је снимана у банатским селима Омољица (која је била сцена измишљеног села Мали Рит) и Овча (која је била послужила као сцена за Јакобсфелд). 
Лик Георга Шицера је испирисан ликом Јураја Шпилера.

## Епизоде
| Сезона | Епизода | Назив                   | Датум              |
| ------ | ------- | ----------------------- | ------------------ |
| 1      | 1       | Велика риба             | 29. фебруара 1976. |
| 1      | 2       | Ошишана глава           | 7. марта 1976.     |
| 1      | 3       | Господин Георг Шицер    | 14. марта 1976.    |
| 1      | 4       | Даје се на знање        | 21. марта 1976.    |
| 1      | 5       | Кртице кртице кртичњаке | 28. марта 1976.    |
| 1      | 6       | Одлазак                 | 4. априла 1976.    |
| 1      | 7       | Ратникова јесен         | 11. априла 1976.   |
| 1      | 8       | Командантово писмо      | 18. априла 1976.   |
| 1      | 9       | Јакобсфелд              | 25. априла 1976.   |
| 1      | 10      | Издржати... издржати... | 2. маја 1976.      |
| 1      | 11      | Ковач звезда            | 9. маја 1976.      |
| 1      | 12      | Растанак                | 16. маја 1976.     |
| 1      | 13      | До девете рампе         | 23. маја 1976.     |

## Улоге
| Глумац                     | Улога                                     |
| -------------------------- | ----------------------------------------- |
| Славко Штимац              | Милан Маљевић (13 еп. 1976)               |
| Мирољуб Лешо               | Петар Маљевић (7 еп. 1976)                |
| Драган Мирковић            | студент Циле (7 еп. 1976)                 |
| Миомир Петровић            | Саша (7 еп. 1976)                         |
| Миливоје Мића Томић        | Брица (7 еп. 1976)                        |
| Љубомир Живановић          | Васа (6 еп. 1976)                         |
| Драгољуб Милосављевић Гула | Веља (6 еп. 1976)                         |
| Војин Кајганић             | Сеп (6 еп. 1976)                          |
| Слободан Велимировић       | Риђи (6 еп. 1976)                         |
| Светислав Гонцић           | Раша Петров (6 еп. 1976)                  |
| Слободан Цица Перовић      | Јакоб Јерих (6 еп. 1976)                  |
| Милан Курузовић            | Бранко (5 еп. 1976)                       |
| Павле Вуисић               | крчмар Паја (5 еп. 1976)                  |
| Иван Јагодић               | Иван „Артиљерац“, Васин отац (5 еп. 1976) |
| Рената Улмански            | Радојка, Миланова мајка (5 еп. 1976)      |
| Стојан Столе Аранђеловић   | Скелеџија (5 еп. 1976)                    |
| Љубомир Ћипранић           | Паор с плугом (5 еп. 1976)                |
| Дејан Симоновић            | Цоктало (4 еп. 1976)                      |
| Миодраг Радовановић        | Георг Шицер (4 еп. 1976)                  |

 Остале улоге  ▼
| Глумац                  | Улога                                 |
| ----------------------- | ------------------------------------- |
| Божидар Павићевић Лонга | Шуца (4 еп. 1976)                     |
| Деса Берић              | Мара (4 еп. 1976)                     |
| Жарко Бајић             | Шицeров помоћник (4 еп. 1976)         |
| Мирослав Тошић          | (4 еп. 1976)                          |
| Милош Дробњак           | Други Х. Ј. (4 еп. 1976)              |
| Љубица Ковић            | Марта Јерих (4 еп. 1976)              |
| Слободан Крстић         | Први Х. Ј. (4 еп. 1976)               |
| Зоран Милошевић         | Лани (4 еп. 1976)                     |
| Горан Султановић        | Лајтер (4 еп. 1976)                   |
| Данило Чолић            | Командант (3 еп. 1976)                |
| Душан Почек             | Пaор (3 еп. 1976)                     |
| Драгица Лукић           | (3 еп. 1976)                          |
| Војислав Мићовић        | Добошар (3 еп. 1976)                  |
| Златибор Стоимиров      | Немачки војник (3 еп. 1976)           |
| Гизела Вуковић          | Тетка Лина (3 еп. 1976)               |
| Радмила Гутеша          | Секретарица (3 еп. 1976)              |
| Мирјана Николић         | (3 еп. 1976)                          |
| Војислав Псонцак        | Бојџија (3 еп. 1976)                  |
| Видоје Вујовић          | (2 еп. 1976)                          |
| Столе Новаковић         | Немачки војник (2 еп. 1976)           |
| Данило Бата Стојковић   | Дамјан (2 еп. 1976)                   |
| Богдан Јакуш            | Лазар (2 еп. 1976)                    |
| Љиљана Дерк             | Учитељица (2 еп. 1976)                |
| Михаило Миша Јанкетић   | Љубо Шлог (2 еп. 1976)                |
| Тома Курузовић          | Фанка (2 еп. 1976)                    |
| Мира Пеић               | Ана (2 еп. 1976)                      |
| Милан Срдоч             | Петер (2 еп. 1976)                    |
| Милутин Мића Татић      | Стева Петров (2 еп. 1976)             |
| Еуген Вербер            | Ћата (2 еп. 1976)                     |
| Милутин Мирковић        | Матиас, стражар на скели (1 еп. 1976) |
| Иван Јонаш              | Веза с партизанима (1 еп. 1976)       |
| Станимир Аврамовић      | (1 еп. 1976)                          |
| Будимир Ивановић        | (1 еп. 1976)                          |
| Драгољуб Петровић       | Јозeф (1 еп. 1976)                    |
| Љиљана Благојевић       | Друга продавачица (1 еп. 1976)        |
| Мира Динуловић          | Меланка Петров (1 еп. 1976)           |
| Иван Ђурђевић           | (1 еп. 1976)                          |
| Иван Хајтл              | Председник општине (1 еп. 1976)       |
| Александар Хрњаковић    | Немац на мосту (1 еп. 1976)           |
| Иво Јакшић              | Немац на мосту (1 еп. 1976)           |
| Сања Јеремић            | (1 еп. 1976)                          |
| Чедомир Мамутовић       | (1 еп. 1976)                          |
| Срђан Марковић          | Славко (1 еп. 1976)                   |
| Живојин Жика Миленковић | Јоца (1 еп. 1976)                     |
| Љубомир Оравец          | Фолксдојчер (1 еп. 1976)              |
| Тихомир Плескоњић       | Фолксдојчер (1 еп. 1976)              |
| Ненад Рајић             | (1 еп. 1976)                          |
| Жижа Стојановић         | Жена (1 еп. 1976)                     |
| Мирјана Зељковић        | Прва продавачица (1 еп. 1976)         |
| Драгомир Станојевић     | (8 еп. 1976)                          |

Комплетна ТВ екипа  ▼
| Редитељ              | Бранко Бауер            | (13 еп. 1976)                    |
| Сценариста           | Бранко Бауер            | (13 еп. 1976)                    |
| Сценариста           | Арсен Диклић            | (13 еп. 1976)                    |
| Сценариста           | Борислав Гвојић         | (6 еп. 1976)                     |
| Композитор           | Војислав Симић          | (непознат број епизода)          |
| Директор фотографије | Бранко Блазина          | (13 еп. 1976)                    |
| Монтажер             | Бранка Чеперац          | (12 еп. 1976)                    |
| Сценограф            | Властимир Гаврик        | (12 еп. 1976)                    |
| Костимограф          | Загорка Стојановић      | (непознат број епизода)          |
| Менаџер продукције   | Милан Цветковић Цига    | организатор (13 еп. 1976)        |
| Помоћник режије      | Дејан Караклајић        | (непознат број епизода)          |
| Уметнички одсек      | Сава Брашанац           | сценски реквизитер (13 еп. 1976) |
| Уметнички одсек      | Драгиша Маричић         | сценски реквизитер (13 еп. 1976) |
| Одсек за звук        | Мартон Јанков Томица    | микроман (13 еп. 1976)           |
| Каскадери            | Славољуб Плавшић Звонце | каскадер (непознат број епизода) |

## Музика
Музичку тему Ја сам рођен тамо на салашу изводе Миомир Петровић и Драган Мирковић.